# Йоккаїті

Йоккаї́чі (яп. 四日市市, よっかいちし, МФА: [jokka.it͡ɕi̥ ɕi]?) — місто в Японії, в префектурі Міє. Розташоване в північній частині префектури, на берегах затоки Ісе. Входить до списку особливих міст Японії.  Виникло на основі постоялого купецького містечка на Східноморському шляху. Отримало статус міста 1897 року. Площа становить 205,58 км². Станом на 1 серпня 2011 року населення складало 307 956  осіб, густота населення — 1500 осіб/км².  Основою економіки є рибальство, суднобудування, машинобудування, хімічна промисловість, нафтопереробка, комерція. Складова Наґойського промислового району.   

## Економіка
Йоккаїті - це промисловий центр, де випускають вироби з банко (різновид порцеляни), автомобілі, бавовняний текстиль, хімічні речовини, чай, цемент та комп'ютерні складові, такі як флеш-пам’ять від Yokkaichi Toshiba Electronics, дочірньої компанії Toshiba.
У 1959 році концерн Mitsubishi запустив у місті першу установку парового крекінгу, призначену для виробництва 22 тисяч тонн етилену на рік. А в 1968-му став до ладу значно потужніший об'єкт, який станом на кінець 1990-х міг продукувати 270 тисяч тонн олефіну. При цьому як сировину для піролізу використовували газовий бензин.
У 2001-му у межах оптимізації виробничих потужностей концерну установку закрили. Так само припинив роботу завод оксиду етилену та етиленгліколю (90 і 86 тисяч тонн відповідно). Продовжила роботу лінія поліпропілену потужністю 80 тисяч тонн, отримуючи сировину від розташованої у місті піролізної установки компанії Tosoh або імпортуючи її.

## Уродженці
- Егава Сігеміцу (* 1966) — японський футболіст.